# Grammostola iheringi
Grammostola iheringi là một loài nhện trong họ Theraphosidae.
Loài này thuộc chi Grammostola. Grammostola iheringi được Eugen von Keyserling miêu tả năm 1891.